# Leonardo Bonucci
Leonardo Bonucci (Viterbo, 1 de maig de 1987) és un futbolista professional italià que juga com a defensa pel Fenerbahçe SK.

## Carrera esportiva
El 6 de juny de 2015 formà part de l'equip titular de la Juventus que va perdre la final de la Lliga de Campions 2015, a l'Estadi Olímpic de Berlín per 1 a 3, contra el FC Barcelona.

## Internacional
Ha estat internacional amb la selecció de futbol d'Itàlia en 70 ocasions i ha marcat 5 gols. Debutà el 3 de març del 2010, en un encontre amistós front la selecció de Camerun que va finalitzar amb un marcador de 0-0.

## Clubs
| Club                   | País   | Any         |
| ---------------------- | ------ | ----------- |
| Inter de Milà          | Itàlia | 2005 - 2007 |
| Treviso Foot-Ball Club | Itàlia | 2007 - 2009 |
| Pisa Calcio            | Itàlia | 2009        |
| AS Bari                | Itàlia | 2009 - 2010 |
| Juventus FC            | Itàlia | 2010 - 2017 |
| AC Milan               | Itàlia | 2017 - 2018 |
| Juventus FC            | Itàlia | 2018-       |

## Palmarès

### Campionats estatals
| Títol              | Club          | País   | Any     |
| ------------------ | ------------- | ------ | ------- |
| Supercopa d'Itàlia | Inter de Milà | Itàlia | 2005    |
| Serie A            | Inter de Milà | Itàlia | 2005-06 |
| Copa d'Itàlia      | Inter de Milà | Itàlia | 2005-06 |
| Supercopa d'Itàlia | Inter de Milà | Itàlia | 2006    |
| Serie A            | Inter de Milà | Itàlia | 2006-07 |
| Serie A            | Juventus FC   | Itàlia | 2011-12 |
| Supercopa d'Itàlia | Juventus FC   | Itàlia | 2012    |
| Serie A            | Juventus FC   | Itàlia | 2012-13 |
| Supercopa d'Itàlia | Juventus FC   | Itàlia | 2013    |
| Serie A            | Juventus FC   | Itàlia | 2013-14 |
| Serie A            | Juventus FC   | Itàlia | 2014-15 |
| Copa d'Itàlia      | Juventus FC   | Itàlia | 2014-15 |
| Supercopa d'Itàlia | Juventus FC   | Itàlia | 2015    |
| Serie A            | Juventus FC   | Itàlia | 2015-16 |
| Copa d'Itàlia      | Juventus FC   | Itàlia | 2015-16 |
| Serie A            | Juventus FC   | Itàlia | 2016-17 |
| Copa d'Itàlia      | Juventus FC   | Itàlia | 2016-17 |
| Supercopa d'Itàlia | Juventus FC   | Itàlia | 2018    |
| Serie A            | Juventus FC   | Itàlia | 2018-19 |
| Serie A            | Juventus FC   | Itàlia | 2019-20 |
| Supercopa d'Itàlia | Juventus FC   | Itàlia | 2020    |
| Copa d'Itàlia      | Juventus FC   | Itàlia | 2020-21 |

### Campionats internacionals
| Títol    | Club              | País   | Any  |
| -------- | ----------------- | ------ | ---- |
| Eurocopa | Selecció italiana | Europa | 2020 |